# Lee Dae-hoon
Lee Dae-hoon, född den 5 februari 1992 i Seoul, är en sydkoreansk taekwondoutövare.
Han tog OS-silver i flugviktsklassen i samband med de olympiska taekwondo-turneringarna 2012 i London.